# Arend Dickmann
Arend Dijckman (Delft, 1572 – 1627) was een Poolse zeeheld, van Nederlandse afkomst, die admiraal werd in de Poolse marine en daar bekend werd onder de naam Arend Dickmann waarmee hij de geschiedenis zou ingaan.
Vanaf 1608 woonde hij in het Poolse Gdańsk (Duits: Danzig) als eigenaar van een koopvaardijschip. Die stad was in de 17e eeuw verreweg de belangrijkste handelspartner van de Republiek, een bron van graan en eikenhout.
In 1626 trad hij in dienst van de Poolse koning Sigismund III. Op 24 november 1627 werd hij benoemd tot admiraal van de Poolse marine.
Tijdens de succesvol verlopende Slag bij Oliwa tegen de Zweedse vloot, op 28 november 1627, voerde hij het commando over de Poolse vloot aan boord van de galei "Sankt Georg". Oliwa is een kustplaats bij Danzig. Deze actie, om een Zweedse blokkade te breken, is de enige echte zeeslag die de Poolse marine ooit zou leveren.
De Polen veroverden het Zweedse galjoen "Tigern" en een ander, de "Solen", werd door de Zweedse bemanning verlaten. Admiraal Dickmann kwam echter om het leven nadat zijn benen werden geraakt door een kanonskogel.
Dickmann werd op 2 december 1627 met grote eer begraven in de Mariakerk te Danzig. Het Poolse hof probeerde met alle middelen het succes propagandistisch uit te buiten en de naam Dickmann verwierf zich zo een vaste plaats in de Poolse geschiedenisboekjes. Omdat hij de enige was op wie het begrip "Poolse zeeheld" een zekere toepasbaarheid bezat, werd zijn naam in de eeuwen daarna aan verschillende Poolse oorlogsschepen geschonken.
Andere Nederlanders die admiraal aan de Oostzee zouden worden waren Koert Adelaer en Lodewijk van Heiden.